# 에스타디오 데 라 로마레다
에스타디오 데 라 로마레다(Estadio de La Romareda)은 스페인의 축구 경기장이다. 아라곤 지방의 사라고사에 위치해 있으며 지역 클럽인 레알 사라고사의 홈 경기장이다.

## 기록

### 1995년 UEFA 슈퍼컵
| 날짜           | 팀 1          | 스코어 | 팀 2       | 라운드 |
| -------------- | ------------- | ------ | ---------- | ------ |
| 1996년 2월 6일 | 레알 사라고사 | 1 - 1  | AFC 아약스 | 1차전  |